# Соллерс (компанія)
Соллерс — російська автомобілебудівна компанія. Штаб-квартира — в Москві.

## Діяльність

### Структура
- ПАТ «УАЗ» в місті Ульяновську, 97,616 % акцій. Випускає автомобілі UAZ.
- ВАТ «Заволзький моторний завод» в місті Заволжя Нижегородської області, 94,93 % акцій належать ПАТ «УАЗ». Виробляє бензинові і дизельні двигуни транспортних засобів.
- ТОВ «Соллерс — Далекий Схід» — завод у Владивостоці в Приморському краї. Відкрито в грудні 2009 року на базі збанкрутілого «Дальзавода». Виробнича потужність заводу — 35 000 автомобілів на рік. Випускає позашляховики SsangYong: Rexton, Kyron, Actyon і Actyon Sports.
- Ford Sollers Netherlands B.V. в Амстердамі в Нідерландах — спільне підприємство з Ford з співвідношенням часткою участі 50 % / 50 %. Підприємству належать компанії: ТОВ «Форд Соллерс Холдинг» в Набережних Челнах — офіційний дистрибутор Ford в Росії, ЗАТ «Форд Мотор Компані» у Всеволжске — виробник малотоннажних вантажних автомобілів (LVC) і ТОВ «Форд Соллерс Єлабуга» в Єлабузі — виробник легкових автомобілів. Включає чотири заводи, що випускають двигуни й автомобілі семи моделей:
  - Завод у Всеволожську Ленінградської області. Виробнича потужність заводу — 160 000 автомобілів в рік. Випускає автомобілі Ford: Focus і седан Mondeo.
  - Завод в Єлабузі в Татарстані. Виробнича потужність заводу — 75 000 автомобілів на рік. Випускає автомобілі Ford: Kuga, Explorer і Transit.
  - Завод у Набережних Челнах в Татарстані, ВАТ «Соллерс — Набережні Човни» (колишній «Завод малолітражних автомобілів»), 100 % акцій (травень 2008 року). Виробнича потужність заводу «Соллерс — Набережні Човни» становить 110 тис. Автомобілів в рік. Випускає автомобілі Ford: EcoSport і Fiesta.
  - Завод двигунів в Єлабузі. Від 3 вересня 2015 року випускає бензинові двигуни Duratec.
- ТОВ «Соллерс-Буссан» — спільне підприємство з Mitsui & Co. зі співвідношенням часток участі 50 % / 50 % у Владивостоці. Випускає автомобілі Toyota Land Cruiser Prado.
- ЗАТ «Соллерс-ИСУЗУ» — спільне підприємство з Isuzu зі співвідношенням часток участі 50 % / 50 % в Ульяновську. Випускає шасі Isuzu N.
- ТОВ «Соллерс Санрайз Холдинг» в Єлабузі, 100 % акцій:
- ТОВ «МАЗДА СОЛЛЕРС Мануфекчурінг Рус» (МСМР) — спільне підприємство з Mazda зі співвідношенням часток участі 50 % / 50 % у Владивостоці. Випускає автомобілі Mazda CX-5 і Mazda6.